# Rudé náměstí
Rudé náměstí (rusky Красная площадь – Krasnaja ploščaď) je hlavní náměstí v Moskvě. Je považováno za centrum města i celého Ruska. V roce 1991 bylo zařazeno na seznam světového dědictví UNESCO.
Náměstí odděluje Kreml – dříve sídlo knížat a carů, dnes ruského prezidenta, od staré obchodní čtvrti s názvem Kitaj-gorod. Všechny významné radiální ulice ve městě vycházejí právě z Rudého náměstí.
Celková délka je 330 metrů, šířka 75 metrů, plocha 24 750 m². Je dlážděno krymskými gabrodoleritovými dlažebními kostkami.

## Historie

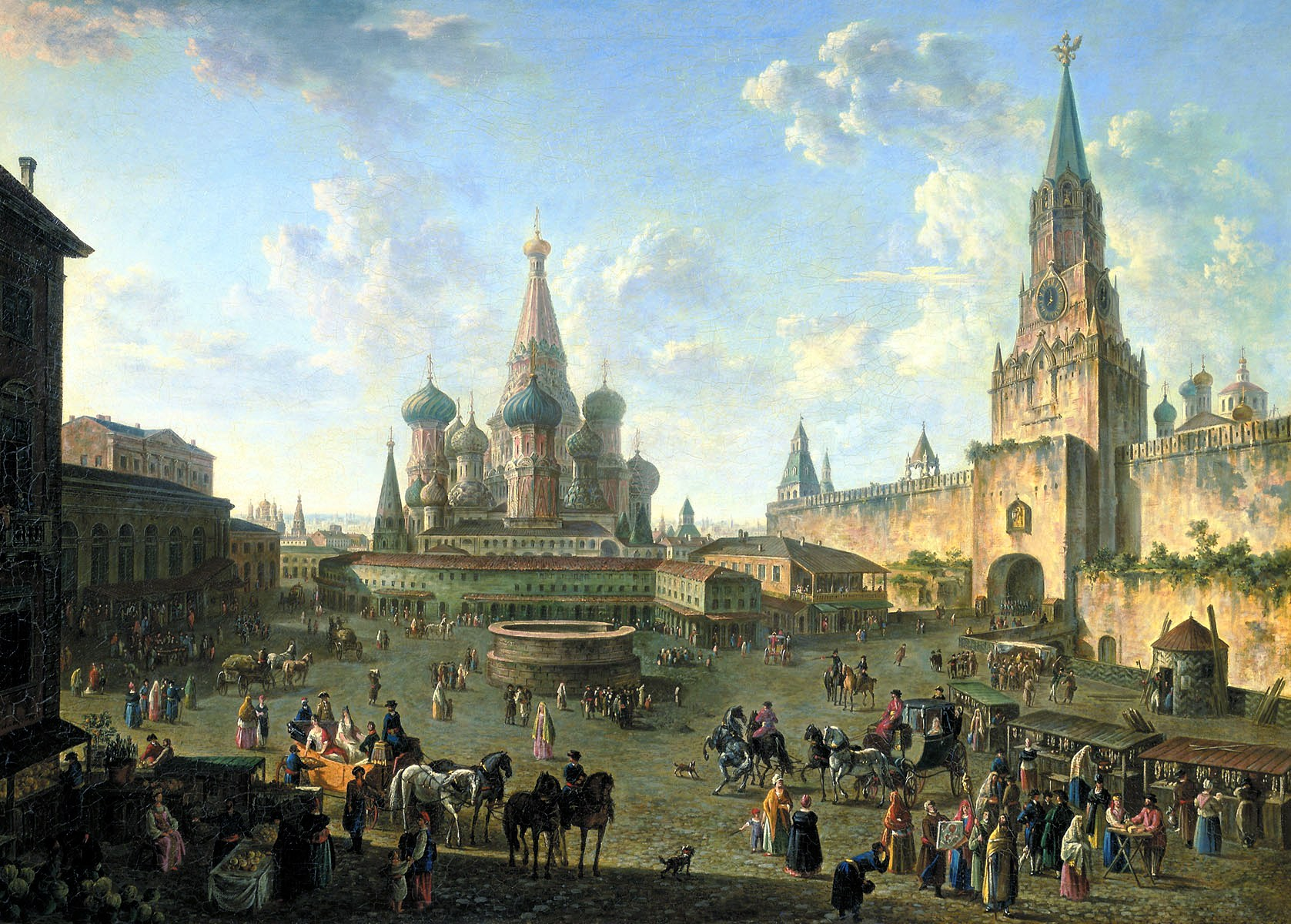
Rudé náměstí v roce 1801, Fjodor Alexejev

Místo, kde se dnes náměstí nachází, bylo ještě v 15. století zastavěné dřevěnými domy. Car Ivan III. však vydal roku 1493 dekret, kterým nařídil – vzhledem k nebezpečí požárů – domy strhnout. Nové, prázdné místo brzy začalo Moskvanům sloužit jako tržiště. Později na svém významu ještě vzrostlo; korunováni zde byli i někteří ruští carové. Svůj význam ztratilo po přestěhování metropole Ruska do Sankt-Petěrburgu.
Po občanské válce a vytvoření SSSR se centrum státu znovu usídlilo v Moskvě a stejně jako tomu bylo i dříve náměstí opět mělo klíčový význam. Konaly se zde vojenské přehlídky a manifestace, roku 1929 tu vzniklo Leninovo mauzoleum. U kremelské zdi byli pochováni významní představitelé státu. V rámci plánované socialistické rekonstrukce města a zlepšení podmínek pro přehlídky vojenské techniky byly v 30. letech zničeny některé historické stavby mezi nimi i Iverská kaple. Existovaly i plány na odstranění jedné z nejznámějších a nejkrásnějších moskevských budov - Chrámu Vasila Blaženého.
Traduje se historka, podle níž Lazar Kaganovič, Stalinův spolupracovník, odpovědný za plán rekonstrukce Moskvy, přinesl Stalinovi maketu náměstí a snažil se mu vysvětlit, jak katedrála překáží při provozu a přehlídkách. Když ji Kaganovič vyrval z makety náměstí, Stalin se pouze podíval a vyslovil jeden ze svých slavných výroků: Lazare! Dej ji zpět!
Dvě nejvýznamnější vojenské přehlídky se na náměstí konaly v letech 1941 a 1945. První se konala tehdy, když nacistická vojska obléhala Moskvu a sovětští vojáci odcházeli do boje na frontové linie. Druhá, vítězná přehlídka, se konala na konci války, když spolu s vítěznou Rudou armádou náměstím pochodovali i tisíce německých válečných zajatců.
Roku 1987 přistál Němec Mathias Rust na náměstí s letadlem.
V roce 2005 se zde 2. července konal jeden ze série koncertů Live 8, zaměřených na podporu afrických zemí trpících chudobou.

## Původ názvu

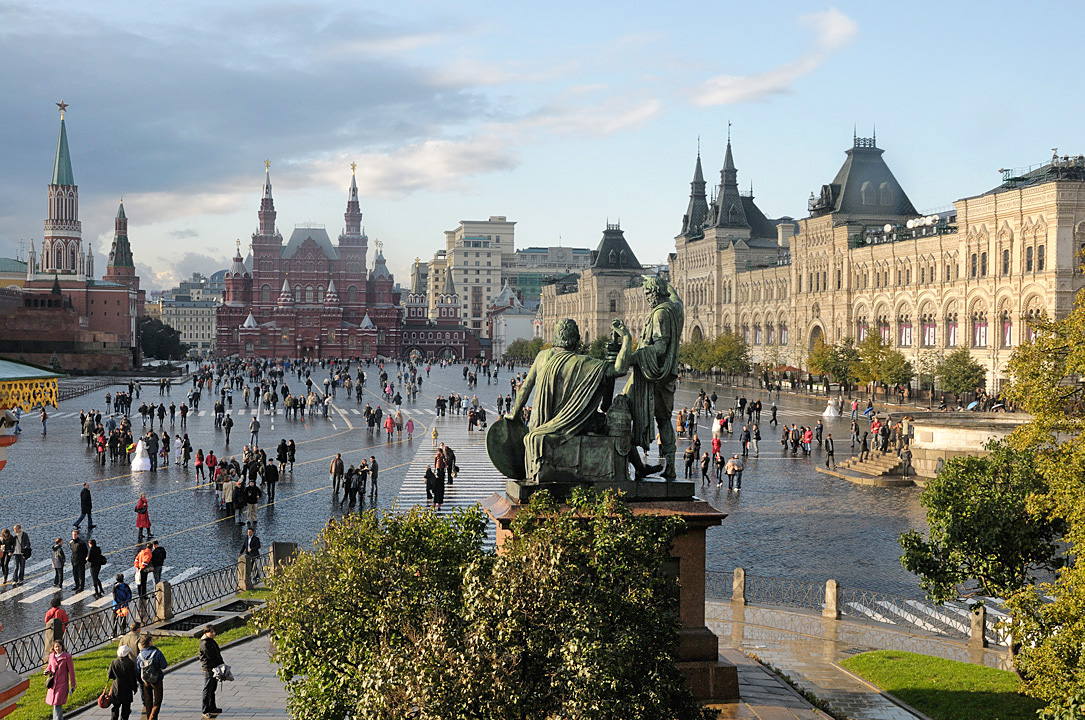
Pohled na Rudé náměstí z Chrámu Vasila Blaženého

Přestože název Rudé náměstí je často spojován s rudou Kremelskou zdí, nebo s rudou barvou jako symbolem komunistické vlády ve 20. století, název náměstí má původ jinde.
V ruštině slovo krasnyj (červený respektive rudý) kdysi také znamenalo hezký, krásný. Původně tento název měl nést Chrám Vasila Blaženého, ten se však rozšířil na celé náměstí a vystřídal tak název Požar, který náměstí mělo už od dob svého vzniku vypálením starých domů. Současný název tak má až od 17. století.

## Památky
Rudé náměstí patří mezi první místa, kam se vydá turista, který je na návštěvě Moskvy. Každá z budov je svým způsobem legendou. Jednou z nich je Leninovo mauzoleum, kde je uloženo nabalzamované tělo zakladatele Sovětského svazu Vladimíra Lenina. Nedaleko se nachází již zmíněný chrám Vasila Blaženého (před ním je umístěn památník Mininovi a Požarskému, který kdysi stál uprostřed náměstí) a paláce a katedrály Kremlu. Na východní straně náměstí se nachází obchodní dům GUM a vedle něj je obnovený Chrám Ikony Matky Boží Kazaňské. Na severní straně náměstí je Státní historické muzeum.